# قليبية

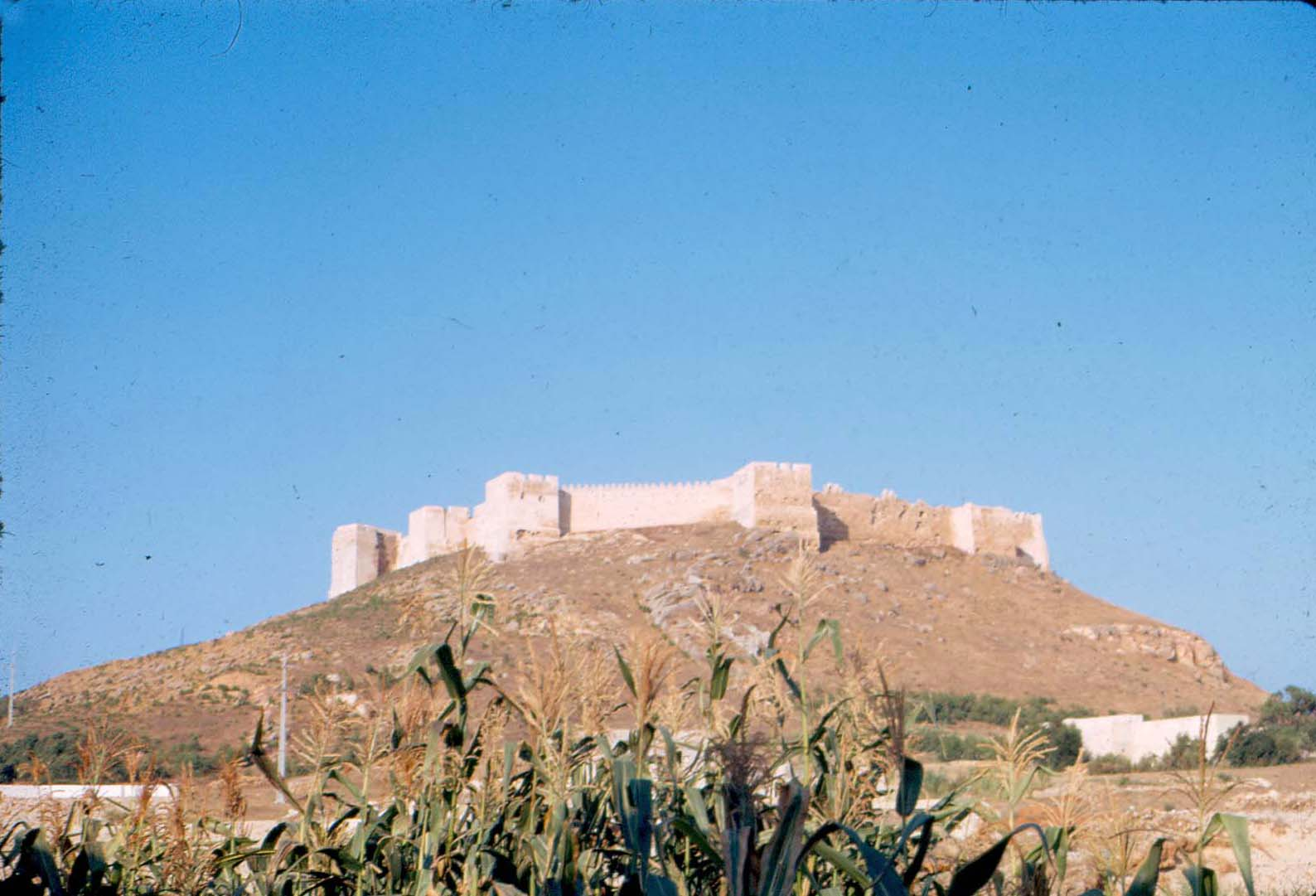
قلعة قليبية عام 1955

قليبية هي مدينة تونسية تقع في ولاية نابل في الشمال الشرقي للجمهورية التونسية وتبعد عن العاصمة تونس مسافة 105 كم، وعن جزيرة بانتليريا الإيطالية ما يقرب 75 كلم، وهي ثالث مدن ولاية نابل بعد مدينتي نابل والحمامات، وأهم مرافئ الصيد في تونس إذ يصل إنتاج الميناء 15000 طن.
يقطن المدينة حوالي 60000 نسمة وتضم قلعة قليبية والتي يعود تاريخها إلى العصر البيزنطي. تستمد مدينة قليبية اسمها العربي من اسمها الروماني القديم وهو كْلُوبِيَا Clupea. يعدّ الصيد البحري من أهم الأنشطة الاقتصادية وتعدّ النجارة الحرفة الثانية في المدينة، تعرف قليبية بجمال شواطئها و نقائها و تشهد اكتظاظا كبيرا في فترة الصيف من قبل السياح المحليين و الأجانب.

## أعلام
- المنجي بن حميدة
- مهدي بن شيخ
- حمادي صمود
- فوزي الشكيلي
- مهدي بن ضيف الله

### مواضيع ذات علاقة
- ولاية نابل.